# Kikki Danielsson
Kikki Danielsson (n. 10 mai 1952, Visseltofta⁠(d), Kristianstads län⁠(d), Suedia) este o cântăreață din Suedia. A reprezentat țara sa la Eurovision 1985 și a ieșit pe locul 3.

## Discografie
- Rock'n Yodel (1979)
- Just Like a Woman (1981)
- Kikki (1982)
- Varför är kärleken röd? (1983)
- Singles Bar (1983)
- Midnight Sunshine (1984)
- Kikkis 15 bästa låtar (1984)
- Bra vibrationer (1985)
- Papaya Coconut (1986)
- Min barndoms jular (1987)
- Canzone d'Amore (1989)
- På begäran (1990)
- Vägen hem till dej (1991)
- In Country (1992)
- Jag ska aldrig lämna dig (1993)
- På begäran 2 (1994)
- Långt bortom bergen (1997)
- Papaya Coconut (Come along) featuring Dr. Alban (1998)
- I mitt hjärta (1999)
- 100% Kikki (2001)
- Fri - En samling (2001)
- Nu är det advent (2001)
- I dag & i morgon (2006)
- Kikkis bästa (2008)
- Första dagen på resten av mitt liv (2011)
- Postcard from a Painted Lady (2015)
- Christmas Card from a Painted Lady (2016)
- Portrait of a Painted Lady (2017)